# Heliophorus viridipunctata
Heliophorus viridipunctata är en fjärilsart som beskrevs av De Nicéville 1890. Heliophorus viridipunctata ingår i släktet Heliophorus och familjen juvelvingar. Inga underarter finns listade i Catalogue of Life.